# Terminal Velocity (videogioco)
Terminal Velocity è un videogioco per MS-DOS e Mac OS sviluppato nel 1995 da Terminal Reality (fondata da uno dei principali autori di Microsoft Flight Simulator 5) e pubblicato da 3D Realms. Inizialmente distribuito come shareware, è stato pubblicato in edizione commerciale da FormGen. Nel 2015 è stato portato su sistemi iOS.

## Trama
Nell'anno 2704, delle colonie terrestri all'improvviso si ribellano e cominciano una guerra. Compito del giocatore, a bordo di una navetta denominata TV-202, sconfiggere il nemico. Nell'ultimo dei tre episodi si scopre che la guerra è stata cominciata dall'intelligenza artificiale del super-computer X.I. (Xenocidic Initiative), localizzato sul pianeta Prozima Seven: la missione finale sarà quella di distruggerlo.

## Modalità di gioco
Il TV-202 è molto maneggevole, privo di inerzia e dotato di post bruciatori che permettono grandi velocità. È possibile utilizzare sette diverse armi, in più appaiono alcuni power-up.

### Armi
- PAC (Plasma Assault Cannon) - L'arma di partenza, spara del plasma verde.
- ION (Ion Burst Gun) - missili privi di mira.
- RTL (Rapid Tactical Laser) - simile al PAC, ma più potente e di colore differente.
- MAM (Manually Aimed Missile) - missili che vanno guidati manualmente.
- SAD (Seek-and-Destroy Missile) - missili a ricerca di calore.
- SWT (Shock Wave Torpedo) - missili a ricerca di calore, molto più potenti.
- DAM (Discrete Annihilation Missile) - l'arma più potente, è possibile portarne una per volta.

### Power-up
- Power core - ricarica parzialmente gli scudi.
- Shield restore - ricarica completamente gli scudi.
- Afterburner - rende possibile l'uso dei post-bruciatori.
- Invisibility - rende la nave invisibile per 30 secondi.

### Episodi
Il gioco è suddiviso in livelli-missioni ambientate su diversi pianeti; ogni livello ha un obbiettivo da compiere (in genere distruggere qualcosa), richiesto da un briefing iniziale.
- Episodio 1 - Tactical Strike (episodio presente nella versione shareware)
  - Pianeta 1: Ymir: Pianeta ghiacciato, occorre distruggere il super-laser GUNNAR.
  - Pianeta 2: Crythania: Pianeta costituito da enormi canyon. Occorre distruggere il Crythanian Hellhawk, un enorme incrociatore da combattimento.
  - Pianeta 3: Moon Dagger: Una enorme nave aliena, occorre distruggere una base.
- Episodio 2 - Heavy fire
  - Pianeta 4: Tei Tenga: Un pianeta desertico, disseminato da fossili di enormi animali estinti.
  - Pianeta 5: Ositsho: Un pianeta coperto da lava. Occorre distruggere un'arma chiamata Magma Dragon.
  - Pianeta 6: Erigone: Pianeta-miniera.
- Episodio 3 - The Mad God
  - Pianeta 7: Centauri III: Pianeta ricoperto per la maggior parte da oceani.
  - Pianeta 8: Ceres: Enorme asteroide in rotta di collisione verso la terra.
  - Pianeta 9: Proxima Seven: Il gigantesco super-computer.

## Tecnologia
Terminal Velocity era dotato, per l'epoca, di un motore grafico molto fluido, e di musiche digitali in formato MOD. Con il medesimo, Terminal Reality ha sviluppato altri due giochi simili per Microsoft, Fury3 e Hellbender, entrambi nativi per Windows 95.
Il gioco è stato pubblicato in versione floppy disk e CD-Rom: quest'ultima, oltre che a introdurre delle scene animate e al supporto della SVGA con texture di maggiore risoluzione, permetteva anche la modalità multiplayer per otto giocatori.